# 日本鉄鋼協会
一般社団法人日本鉄鋼協会（にほんてっこうきょうかい、英語: The Iron and Steel Institute of Japan）は、東京都中央区日本橋茅場町3-2-10 鉄鋼会館5階に事務局を置く日本の工学系学会である。略称は ISIJ。

## 概要
1915年（大正4年）の創立総会は東京都京橋区の日本鉱業会で行われた。初代会長は野呂景義。発起人は安田善次郎、守谷吾平などの実業家、今泉嘉一郎、金子増燿などの工学者、官営八幡製鉄所長官押川則吉などの官僚、造船少将大木治吉などの軍人を含む60名。
2012年8月から一般社団法人に移行し、日本橋茅場町に移転した。

## 協会誌
1915年（大正4年）3月から協会誌『鐡と鋼』を発行している。
1929年には日下部義太郎が改良発明した国産のボーリングマシンなども紹介した。